# 옐레나 랴도바
옐레나 이고레브나 랴도바(러시아어: Еле́на И́горевна Ля́дова, 1980년 12월 25일 ~ )는 러시아의 배우이다. 니카상 여우주연상 2회(2014, 15) 수상자이다.

## 작품 목록
- 엘레나 (2011)
- 리바이어던 (2014)
- 오를레앙 (2015)
- 타임 워프 워 (2018)
- 더 블랙아웃 (2019)